# Jean Galard (auteur)
Ne doit pas être confondu avec Jean Galard (organiste).
Pour les articles homonymes, voir Galard.
Jean Galard, né le 25 juillet 1937, est un philosophe français spécialisé en histoire de l’art. Il a dirigé de 1987 à 2002 les services culturels du musée du Louvre.

## Biographie
Normalien, agrégé de philosophie (1962), Jean Galard a enseigné pendant 3 ans l’esthétique à la faculté de philosophie de l’Université de São Paulo au Brésil et dirigé de 1972 à 1987 des établissements culturels à Casablanca, Niamey, Istanbul, Mexico et Amsterdam. Dans le cadre des travaux du Grand Louvre, il a été chargé de constituer les services culturels du musée du Louvre et les a dirigés de 1987 à 2002.
Ses premiers écrits publiés ont paru aux éditions du Seuil: Orphée, préfacé par Max-Pol Fouchet, en 1967, Mort des beaux-arts, avec une postface de François Châtelet, en 1971.
À partir de son séjour au Brésil, il a eu comme principal thème de recherche l’élargissement de l’attention esthétique aux conduites quotidiennes. La beauté du geste est un essai édité avec une présentation de Tzvetan Todorov. Au Niger, proche de Jean Rouch, il a étudié l’esthétique du comportement peul. Au Mexique, où il a dirigé l’Institut français d’Amérique latine, il a donné des conférences et participé aux colloques en philosophie et esthétique à l’Université du Mexique, l’UNAM. À Amsterdam, directeur de la Maison Descartes, il a publié des textes sur Descartes au Pays-Bas.
Recruté par concours au Musée du Louvre en 1987, il a dirigé jusqu’à 2002, les services de l’édition, de production cinématographique et d’organisation de conférences et de colloques. Après 2002, il a publié des anthologies et des articles sur les visiteurs et les œuvres du Louvre. Pendant 10 ans, il a donné périodiquement un cours de conservation du patrimoine à l’Université Senghor à Alexandrie et un séminaire sur la médiation écrites dans les musées à l’École du Louvre. Il a pour objet d’étude les commentaires des œuvres d’art.

## Publications

### Ouvrages
- Orphée, Paris, Le Seuil, 1967  — lire en ligne sur Gallica (extraits)
- Mort des Beaux-Arts, Paris, Le Seuil, 1971  (ISBN 9782020025263)
- La beauté du geste. pour une esthétique des conduites, Paris, Presses de l’E.N.S., 1984  (ISBN 2-7288-0097-9) et Bruxelles, Les Impressions Nouvelles, 1984  (ISBN 9782906131019)
- Visiteurs du Louvre, un florilège, Paris, Réunion des musées nationaux, 1993  (ISBN 2-7118-2942-1)
- Les mots du Louvre, Paris musées et Arles, Actes Sud, 2002  (ISBN 9782742743650)
- La beauté à outrance, réflexion sur l’abus esthétique, Arles, Actes Sud, 2004  (ISBN 9782742752607)
- Promenades au Louvre, Paris, Robert Laffont collection Bouquins, 2010[3],[4],[5] (ISBN 9782221106549)
- Le Louvre des écrivains, Paris, Citadelle & Mazenod, 2015[6]  (ISBN 9782850886461)
- La Joconde est dans les escaliers, la condition prosaïque, Bruxelles, Les impressions nouvelles, 2020[7]  (ISBN 9782874497537)
- Conversations avec des choses muettes. Quel savoir pour mieux voir?, Strasbourg, L’Atelier contemporain, 2023[8]  (ISBN 9782850351068)

### Direction d’ouvrages
- Le regard instruit, action éducative et action culturelle dans les musées, Paris, La Documentation française, 2000  (ISBN 9782110045164)
- Qu’est-ce qu’un chef-d’œuvre ?, Paris, Gallimard, 2000 (avec Werner Spies et Mathias Waschek)  (ISBN 9782070759637)
- L’avenir des musées, Paris, Réunion des musées nationaux, 2001  (ISBN 9782711843275)
- Ruptures. De la discontinuité dans la vie artistique, Paris, École nationale supérieure des beaux-arts, 2002[9]  (ISBN 2-84056-116-6)
- L’œuvre d’art totale, avec Julian Zugazagoitia, Paris, Gallimard, 2003  (ISBN 9782070703319)